# Lapio
Lapio é uma comuna italiana da região da Campania, província de Avellino, com cerca de 1.750 habitantes. Estende-se por uma área de 15 km², tendo uma densidade populacional de 117 hab/km². Faz fronteira com Candida, Chiusano di San Domenico, Luogosano, Montefalcione, Montemiletto, Parolise, San Mango sul Calore, Taurasi.

## Demografia
| Variação demográfica do município entre 1861 e 2011                               |
|                                                                                   |
| Fonte: Istituto Nazionale di Statistica (ISTAT) - Elaboração gráfica da Wikipedia |